# 市原村 (千葉県)
市原村（いちはらむら）は、かつて千葉県市原郡に存在し、昭和の大合併の際に廃止された村。現在の市原市北部（市原地区・五井地区）に所在していていた。
当地一帯は古代の市原郡市原郷の中心地で、国分寺などが置かれていた。市原市が発足した後、1970年代以後に当地では国分寺台土地区画整理事業が行われ、市原市役所は国分寺台に置かれている。

## 地理
市原郡（郡域はほぼ現在の市原市と重なる）の北東部に位置した村である。1916年（大正5年）時点で、北に八幡町、東に菊間村・湿津村、南に市西村・海上村、西に五井町に接する。
1916年（大正5年）の『千葉県市原郡誌』によれば、郡本（こおりもと）、西野谷（西ノ谷、にしのや）、藤井（ふじい）、山田橋（やまだばし）、能満（のうまん）、市原（いちはら）、根田（ねだ）、加茂（かも）、惣社（そうじゃ）、西広（にしひろ）の11区（大字）からなる。

## 歴史
市原村は、1889年（明治22年）の町村制施行にともない市原郡郡本村・西野谷村・藤井村・山田橋村・能満村・市原村・門前村・根田村・加茂村・惣社村・西広村が合併して発足した。「前史」節では、そこに至るまでのこの地域の状況を概説する。町村制以前の各村（各大字）の詳細については、それぞれの項目を参照のこと。

### 前史
『和名抄』に見える市原郡市原郷は、当村の市原周辺と推定され、惣社には上総国分寺なども置かれた。

#### 明治初年から町村制施行まで
大政奉還後の明治元年（1867年）、当地はいったん安房上総知県事（のちの宮谷県）の管轄となる。まもなく、駿河沼津藩から移された菊間藩領となる。
明治4年（1871年）に廃藩置県により菊間県、同年末には府県統合によって木更津県所属となる。1873年（明治6年）6月に千葉県が発足するとその所属となった。

### 村史
1889年（明治22年）4月1日、11か村が合併して市原村が発足する。
1956年（昭和31年）7月1日、市原村は分割された。郡本・西野谷・藤井・山田橋・能満・市原・門前は市原町に、根田・加茂・惣社・西広は五井町にそれぞれ編入され、市原村は廃止された。

### 後史
1963年、市原町・五井村などが合併し、市原市が発足する。
1971年、旧市原村一帯において国分寺台土地区画整理事業を行うことが決定された。当時は原野が多く、大規模な区画整備に適していたためという。この区画整理事業は施行面積3.8平方キロメートル、計画人口3万8000人という大規模なもので、1971年から2001年まで施行された。この新都市には市原市役所などの行政機能が移転するとともに、宅地開発が行われた。

### 町村制施行以後の行政区画変遷年表
- 1889年（明治22年）4月1日 - 町村制施行に伴い、市原郡郡本村・西野谷村・藤井村・山田橋村・能満村・市原村・門前村・根田村・加茂村・惣社村・西広村の区域をもって発足。
- 1956年（昭和31年）7月1日 - 郡本・西野谷・藤井・山田橋・能満・市原・門前は市原町に、根田・加茂・惣社・西広は五井町にそれぞれ編入。同日市原村廃止。